# Anita Afrifa
Anita Afrifa (* in Kumasi) ist eine ghanaische Leichtathletin, die sich auf den Sprint spezialisiert hat. Mit der ghanaischen 4-mal-100-Meter-Staffel wurde sie 2024 in Douala Vizeafrikameisterin.

## Sportliche Laufbahn
Erste internationale Erfahrungen sammelte Anita Afrifa, die das Colby Community College in den Vereinigten Staaten besucht, bei den Leichtathletik-Afrikameisterschaften 2024 in Douala, bei denen sie mit der ghanaischen 4-mal-100-Meter-Staffel in 43,61 s gemeinsam mit Mary Boakye, Halutie Hor und Deborah Acheampong die Silbermedaille hinter dem nigerianischen Team gewann. 

## Persönliche Bestzeiten
- 100 Meter: 11,66 s (+0,6 m/s), 29. März 2024 in Wichita
- 200 Meter: 23,42 s (+0,5 m/s), 29. März 2024 in Wichita